# Viaje a la deriva del Aurora

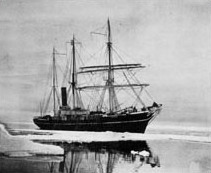
El SY Aurora, barco de la expedición antártica, quedó a la deriva, lo que provocó un calvario de 312 días en el que los tripulantes lucharon por sus vidas. Joseph Stenhouse fue nombrado más tarde Oficial de la Orden del Imperio Británico (OBE) por sus grandes obras en el Aurora.

El viaje a la deriva del Aurora, buque utilizado en la exploración de la Antártida, fue un calvario que duró 312 días. El Aurora era el barco del «equipo del mar de Ross», grupo que formaba parte de la Expedición Imperial Transantártica organizada y comandada por sir Ernest Shackleton de 1914 a 1917. El viaje a la deriva se inició cuando, durante un vendaval, el buque rompió los amarres con los que estaba anclado en el estrecho de McMurdo. Estaba aprisionado en un gran témpano de hielo que comenzó a ir a la deriva, lo que le impidió maniobrar, siendo arrastrado hacia las aguas abiertas del mar de Ross y de ahí al océano Antártico, siempre encastrado en el témpano. Este accidente dejó a diez hombres de la expedición varados en tierra con escasos suministros, ya que los principales se encontraban en el barco.
El Aurora, un antiguo ballenero ártico botado hacía 40 años, estaba registrado como barco de vapor. En él viajó el equipo del mar de Ross hasta el cabo Evans en el estrecho de McMurdo en enero de 1915, para establecer allí su base de apoyo a la expedición transcontinental de Shackleton. Cuando el capitán del Aurora Aeneas Mackintosh se hizo cargo de las actividades en tierra, el primer oficial Joseph Stenhouse quedó al mando del barco. La inexperiencia de Stenhouse pudo haber contribuido a la elección de un punto de amarre inadecuado para pasar el invierno en aquellas aguas, aunque sus opciones estaban limitadas por las instrucciones recibidas al respecto de sus superiores. El barco, después de ser arrancado del amarradero por la tormenta, quedó gravemente dañado por el hielo, perdiendo además el timón y las anclas. En varias ocasiones su situación llegó a tal extremo que Stenhouse consideró el abandono del barco. Sus repetidos intentos para contactar por radio con la base de cabo Evans y más tarde con estaciones de radio de Nueva Zelanda y Australia fueron inútiles. La deriva se prolongó todo el invierno y parte de la primavera, llevando al Aurora hasta una posición al norte del círculo polar antártico. En febrero de 1916, finalmente se rompió el hielo y un mes más tarde el barco estaba libre y fue capaz de llegar a Nueva Zelanda donde fue reparado y reabastecido, volviendo a la Antártida para rescatar a los miembros supervivientes del equipo del mar de Ross que habían quedado abandonados en el cabo Evans. 
A pesar del esfuerzo realizado para salvar el barco, después de la llegada del Aurora a Port Chalmers, Stenhouse fue apartado del mando por los organizadores de la expedición de rescate del equipo del mar de Ross, por lo que el buque regresó al estrecho de McMurdo con un capitán y una tripulación en gran parte nueva. Por su servicio a bordo del Aurora, Joseph Stenhouse fue nombrado más tarde Oficial de la Orden del Imperio Británico (OBE).

## Antecedentes

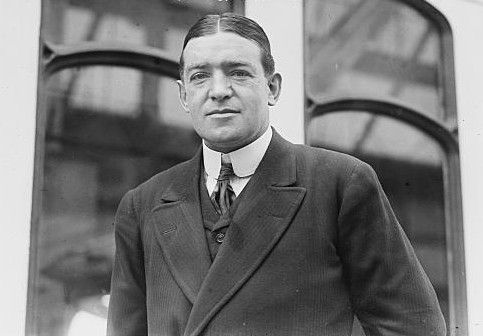
Ernest Shackleton, jefe de la expedición.

La Expedición Imperial Transantártica estaba formada por dos equipos. El primero, a las órdenes de Ernest Shackleton, navegó al mar de Weddell en el Endurance, con la intención de establecer una base permanente desde la que saldría en marzo un grupo para atravesar el continente, pasando por el Polo Sur, y llegar al otro lado, al mar de Ross, en la zona del estrecho de McMurdo. Un segundo equipo, al mando de Aeneas Mackintosh, debía llegar con el Aurora al mar de Ross y establecer allí una base desde la que se pudiese instalar una serie de depósitos de suministros en los tramos finales de la ruta que seguiría Shackleton en su marcha, una vez alcanzado el Polo Sur, por el continente al estrecho de McMurdo. Shackleton había estimado que esta misión no presentaría grandes dificultades al «equipo del mar de Ross» comandado por Mackintosh. Sin embargo, Shackleton había dedicado muy poco tiempo a los detalles de esta operación; por consiguiente, al llegar a Australia para tomar posesión de su cargo, Mackintosh se vio enfrentado a toda una serie de problemas financieros y organizativos, siendo el más grave el que tuvo con el Aurora. El vetusto ballenero ártico, aunque firmemente construido, había sido botado hacía ya 40 años y recientemente había regresado de la Expedición Antártica Australiana dirigida por Douglas Mawson, estando necesitado de amplias reparaciones. Gracias a la intervención del eminente científico polar australiano Edgeworth David, el gobierno de Australia decidió aportar fondos y dar facilidades en el astillero para que el Aurora estuviese preparado para navegar a la Antártida.

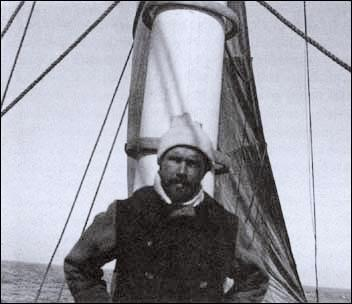
Aeneas Mackintosh, jefe del equipo del mar de Ross.

En el equipo del mar de Ross que finalmente partió en diciembre de 1914, sólo Mackintosh, Ernest Joyce, que estaba a cargo de los perros, y el contramaestre del barco James "Scotty" Paton tenían una experiencia significativa de las condiciones de la Antártida. Algunos de los expedicionarios se incorporaron en el último momento; Adrian Donnelly, un ingeniero ferroviario que nunca había navegado, se convirtió en oficial ingeniero segundo del Aurora, mientras que Lionel Hooke, el operador de radio, era un joven aprendiz de electricista de 18 años. El primer oficial del Aurora fue Joseph Stenhouse, de la British India Steam Navigation Company. Stenhouse, que tenía 26 años cuando se unió a la expedición en Australia, se estaba recuperando de un episodio de depresión cuando se enteró de los planes de Shackleton y viajó a Londres para asegurarse un puesto en el Aurora. Aunque de niño se «empapó» con las historias de los viajes polares de Fridtjof Nansen, de Scott y de William Speirs Bruce, Stenhouse no tenía experiencia directa de las aguas antárticas ni de los problemas con el hielo marino.

## En el estrecho de McMurdo

### Fondeadero invernal
El Aurora partió de Australia con retraso y llegó al estrecho de McMurdo en enero de 1915, estando la temporada hábil para realizar la misión encomendada ya muy avanzada. Al haber llegado el equipo con tres semanas de retraso, Mackintosh decidió que debían iniciar inmediatamente la instalación de los depósitos de suministros para Shackleton, y se hizo cargo personalmente del equipo de tierra encargado de la tarea. El 25 de enero marchó al frente de uno de los equipos que transportaban suministros con trineo, dejando a Stenhouse al mando de la nave. En las pocas semanas que quedaban antes de que llegase el invierno y congelase las aguas de la zona en la que estaban operando, Stenhouse tenía que supervisar el desembarco del resto de los componentes del equipo de tierra y de los suministros, y, además, encontrar un fondeadero seguro para pasar el invierno con el barco. Antes de partir, Mackintosh le dio a Stenhouse instrucciones muy concretas sobre el particular, insistiéndole en que el cumplimiento de estas misiones era fundamental.

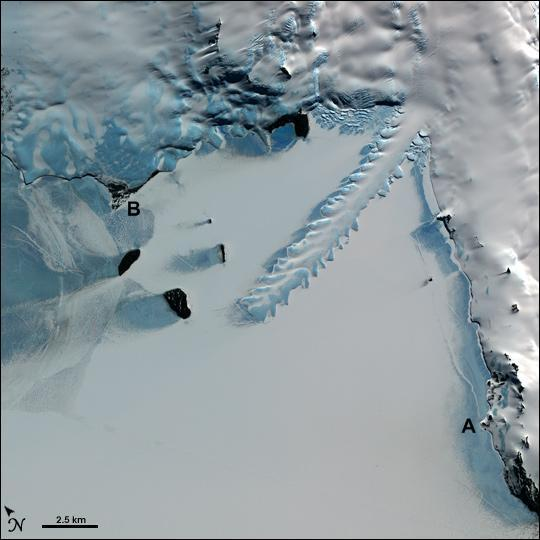
Vista aérea del estrecho de McMurdo congelado. Se observa el glaciar Tongue con Hut Point abajo a la derecha (punto A) y cabo Evans en medio a la izquierda (punto B).)

El único fondeadero invernal en el estrecho de McMurdo que además de seguro fuese conocido, era el lugar utilizado por la Expedición Discovery de Scott en Hut Point, al sur de la larga lengua de hielo del glaciar Tongue que se introducía en el estrecho, dividiéndolo casi en dos partes. Sin embargo, el barco de Scott había permanecido atrapado allí en el hielo durante dos años y necesitaron la ayuda de dos buques de salvamento y el uso de cargas explosivas para liberarlo. Por ello Shackleton estaba decidido a evitar eso, y dio instrucciones explícitas a Mackintosh, transmitidas por éste a Stenhouse, de que el Aurora invernase al norte del Tongue. Ningún barco había invernado en la parte norte del estrecho, y la decisión de hacerlo fue puesta en tela de juicio por los experimentados marineros James Joyce y Ernest Paton en sus diarios personales. Finalizada la expedición John King Davis, que comandó la misión de rescate del equipo del mar de Ross, escribió que Stenhouse debería haber hecho caso omiso de las instrucciones de Shackleton y que debería haber fondeado el Aurora en Hut Point, aun a riesgo de quedar allí atrapado por el hielo.

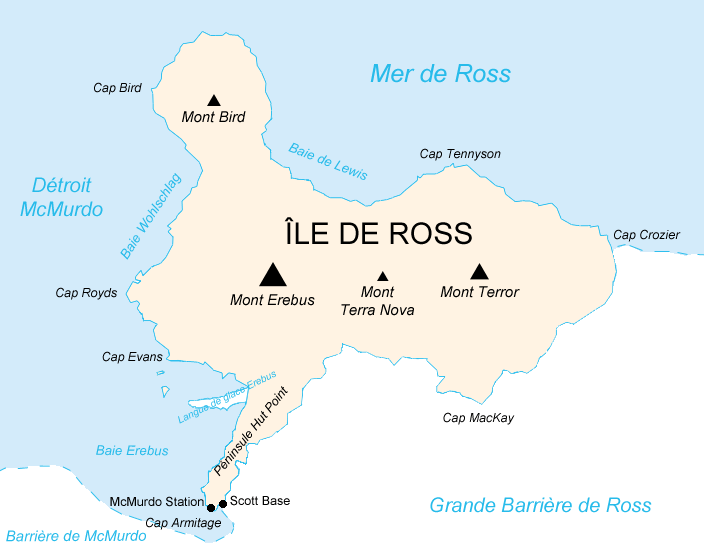
Mapa de la zona del estrecho de McMurdo, con la isla de Ross, el cabo Evans, la lengua del glaciar Tongue y Hut Point.

Stenhouse intentó primeramente anclar el barco en el lado norte del glaciar Tongue. Allí se salvaron por poco del desastre cuando un cambio en la dirección del viento les amenazó con dejarles encerrados entre el Tongue y el hielo marino que avanzaba. Tras estudiar otras opciones y rechazarlas, Stenhouse finalmente decidió anclar en el cabo Evans, en el lugar donde el Capitán Scott instaló su base durante la Expedición Terra Nova, a unos 11 km al norte del glaciar Tongue. El 14 de marzo, tras numerosos intentos fallidos, Stenhouse maniobró con el Aurora hasta colocarlo en posición, con la popa hacia la costa del cabo Evans asegurada con dos grandes anclas hundidas en el fondo. Cables y guindalezas, junto con una pesada cadena, sujetaban firmemente la popa del barco a las anclas. De igual forma, se dejaron caer dos anclas de proa para asegurar que el barco no tuviera movimientos bruscos. Para el 14 de marzo, el barco estaba asegurado en la orilla y rodeado de hielo y, según el segundo oficial, Leslie Thompson, había "suficientes guindalezas y anclas como para un acorazado".

### Rotura de amarras
El desprotegido lugar de anclaje del Aurora en cabo Evans, hizo que el barco quedase expuesto a las más duras inclemencias del mar en pleno invierno austral. A mediados de abril, el barco parecía un "cascarón naufragado", escorando bruscamente a estribor, siendo objeto de violentos golpes y temblores originados por el hielo que se movía a su alrededor. Cuando el tiempo lo permitió, intentaron arreglar las antenas de la radio para contactar, aunque sin obtener resultado, con el equipo de la costa y permitir después hacerlo con Australia y Nueva Zelanda. El resto de las raciones para abastecer los depósitos fueron desembarcadas, los otros suministros para los depósitos habían sido desembarcados al principio y almacenados en el refugio, pero gran parte de las ropas y enseres personales, equipos, alimentos y combustible del grupo de la costa habían quedado en el barco, pues se suponía que el buque permanecería anclado durante todo el invierno donde estuvo anclado en un principio.
A las 9 de la noche del 6 de mayo, durante una feroz tormenta, los hombres a bordo oyeron dos "fuertes trallazos", como si se hubiesen roto de golpe las amarras principales de las anclas. La conjunción de la enorme fuerza del viento con el movimiento del hielo había provocado que el Aurora se soltase de su amarradero y comenzase a desplazarse encastrado en un gran témpano de hielo flotante, quedando el buque a la deriva por el estrecho. Stenhouse ordenó que se pusiese en marcha la máquina de vapor con la esperanza de que, en virtud de la potencia del motor, el Aurora pudiese ser capaz de moverse de nuevo hasta la orilla cuando hubiese disminuido la fuerza del vendaval, pero los motores estaban parcialmente desmontados para realizar reparaciones mientras estaban anclados para pasar el invierno y no pudieron ponerse en marcha de inmediato. En cualquier caso, los 98 caballos de potencia del motor y la única hélice eran insuficientes. Los científicos que estaban guarecidos en la cabaña de cabo Evans no se enteraron de lo que había ocurrido debido al rugido de la tormenta, y fue por la mañana cuando descubrieron que el barco había desaparecido.
Dieciocho hombres se encontraban a bordo del Aurora cuando quedó a la deriva, dejando abandonados a diez en tierra. Estos eran los cuatro científicos que vivían en la cabaña del cabo Evans y los seis restantes eran los miembros del equipo encargado de colocar los depósitos de suministros, incluidos Mackintosh y Joyce, todos ellos detenidos en Hut Point a la espera de que el hielo del mar estuviese en condiciones para poder cruzar hasta cabo Evans. El grupo de Hut Point no se enteró de la desaparición del Aurora hasta cuando llegaron a cabo Evans el 2 de junio. Mackintosh escribió en su diario que la noticia les "dejó noqueados".

## A la deriva

### Primera fase

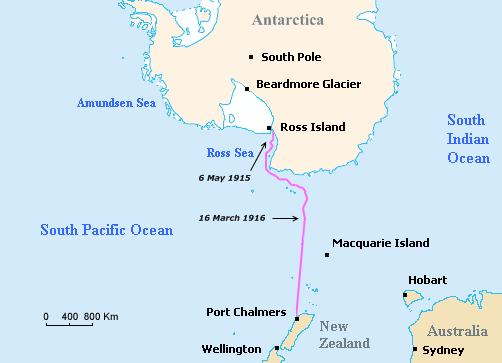
Mapa mostrando el camino recorrido por el Aurora en su deriva por la banquisa desde el 6 de mayo de 1915 hasta el 14 de marzo de 1916 y la travesía hecha después hasta Port Chalmers.

Para el 8 de mayo, el vendaval que soplaba del sur había impulsado al barco hacia el norte, fuera del estrecho de McMurdo, hasta las aguas abiertas del mar de Ross. En su diario, Stenhouse resume la situación del Aurora el día 9 de mayo: 

"[...] rápido en la banquisa y derivando Dios sabe hacia dónde [...] Estamos todos en buen estado de salud [...] tenemos buen ánimo y vamos a salir de ésta".
Fragmento.

Reconoce que en ese momento ya había perdido toda esperanza de poder invernar con su barco en el estrecho de McMurdo. También expresó su preocupación por los hombres del cabo Evans: 

"Es una triste perspectiva para ellos [...] tenemos a bordo casi toda su ropa de abrigo y el resto de cosas que necesitan para hacer los traslados de suministros en trineo el próximo año".
Fragmento.

Durante los dos días siguientes, los vientos alcanzaron una fuerza tal que hizo imposible que los hombres pudiesen trabajar en cubierta, pero el 12 de mayo, el tiempo mejoró lo suficiente como para poder instalar una antena de radio provisional, intentando Hooke ponerse en contacto con los hombres de tierra pero sus mensajes en Morse no llegaron a cabo Evans. A pesar de que el transmisor solamente podía ser captado, como mucho, a una distancia de no más de 500 km, Hooke intentó conectar con la estación de radio de la isla Macquarie, a más de 2400 km de distancia, pero sin éxito.
El 14 de mayo, las dos anclas de proa que aún arrastraban con ellos amenazaban con hacer volcar la nave, por lo que se desprendieron de ellas. Durante los días siguientes el témpano se fue engrosando y con el temporal cada vez más turbulento, tuvieron que apagar las calderas, ya que intentar maniobrar en esas condiciones suponía un gasto inútil de carbón. Reabastecerse de agua potable resultó un problema, aunque vieron un gran iceberg, pero estaba demasiado lejos, dadas las condiciones de la mar, como para acercarse a él. Para conseguir agua potable la tripulación recogía la nieve que caía sobre el barco. La comida era un problema menor, ya que fueron capaces de aumentar el suministro de alimentos del Aurora con la carne de los pingüinos y las focas que se hallaban sobre el hielo que rodeaba al barco. Con el fin de reforzar la moral de la tripulación se repartió una ración de ron para celebrar el Día de la Commonwealth el 24 de mayo.
El 25 de mayo, el Aurora cambió de rumbo hacia la costa de la Tierra de Victoria, al este del mar de Ross. Stenhouse describió la escena "como un desierto helado", con enormes bloques de hielo retorcidos por todos lados hasta donde alcanzaba la vista. El Aurora estaba en constante peligro, ya que el hielo estaba en continuo movimiento a su alrededor. Stenhouse ordenó a la tripulación que preparasen los trineos, los arneses para arrastrarlos y los suministros para realizar un viaje por la costa en caso de que el barco quedase varado en el hielo y aplastado, pero ese peligro pasó rápidamente. Siguieron semanas de relativa inactividad, mientras que Stenhouse evaluaba sus opciones. Si el buque se mantenía atrapado en el hielo pero sin derivar, podría enviar un trineo arrastrado por un grupo de tripulantes con equipo y suministros de vuelta al refugio del cabo Evans. Sin embargo, si continuaba la deriva hacia el norte, tan pronto como el buque quedase libre del hielo, se dirigiría a Nueva Zelanda y, después de reparar y reabastecer la nave, podría volver a cabo Evans para septiembre u octubre, a tiempo para la segunda temporada de colocación de depósitos de suministros para el grupo de Shackleton.
El 9 de julio aumentó la velocidad a la que iban a la deriva, haciéndose evidente que el casco del barco estaba sometido a presiones cada vez mayores. El 21 de julio, el buque quedó atrapado en una posición que permitía al hielo presionarlo por sus dos extremos, con lo que quedó destrozado el timón en estado irreparable. Según el diario de Hooke: 

"Todos estábamos listos para saltar al hielo por encima de la borda, pues parecía seguro que el barco iba a reventar".
Fragmento.

Al día siguiente, Stenhouse preparó a la tripulación para abandonar el barco, pero los nuevos movimientos del hielo aliviaron la situación y, al menos de momento, el Aurora se encontró en una posición segura. Los planes para abandonar el buque se cancelaron; Hooke reparó las antenas de la radio y se preparó para reanudar sus intentos de contactar al llegar a la isla Macquarie. El 6 de agosto el sol hizo su primera aparición desde el inicio de la deriva aunque el Aurora seguía encastrado en el hielo y se encontraba a unos 670 km al norte del cabo Evans, cerca del cabo Adare, hacia el extremo norte de la Tierra de Victoria, donde el mar de Ross se convierte en el océano Antártico.

### Segunda fase: océano Antártico
Cuando el buque pasó el cabo Adare cambió la dirección de la deriva hacia el noroeste. El 10 de agosto, Stenhouse calculó que se hallaban a unos 83 km al noreste del cabo y estimó que la deriva diaria era de unos 37 km. Unos pocos días más tarde, Stenhouse anotó que el buque estaba sometido a «un continuo vaivén», lo que significaba que la deriva hacía que el barco fuese hacia atrás y hacia adelante sin hacer progresos. «Sin embargo, no podemos quejarnos, hay que ser pacientes», escribió, añadiendo que desde el carajo (canastilla en lo alto del palo mayor) se podían ver en la distancia las aguas abiertas. Convencidos de que el fin del aprisionamiento estaba cerca, comenzaron la construcción de un timón de fortuna. La primera fase del trabajo consistió en retirar los restos del timón destrozado, una tarea llevada a cabo casi completamente por el ingeniero Donnelly. El timón de fortuna se construyó a partir de materiales improvisados y antes del 26 de agosto estaba listo para ser usado tan pronto como el Aurora se liberase del hielo. A continuación fue montado en la popa de forma que pudiese ser manejado manualmente «como un enorme remo».
El 25 de agosto, Hooke comenzó a captar señales de radio ocasionales que se intercambiaban entre la isla Macquarie y Nueva Zelanda. A finales de agosto comenzaron a aparecer brechas en el hielo y a veces se podía sentir bajo el barco el mar de fondo. Sin embargo, en septiembre volvió el mal tiempo y la fuerza del huracán destruyó la antena de la radio, por lo que los esfuerzos de Hooke por contactar volvieron a suspenderse. El 22 de septiembre, cuando el Aurora tuvo a la vista las islas Balleny, Stenhouse estimó que habían viajado más de 1.300 km desde cabo Evans, gracias a lo que llamó una «maravillosa deriva». Añadió que las observaciones y los registros regulares de la naturaleza y la dirección del hielo se habían realizado a lo largo de todo el trayecto: «Este viaje a la deriva no ha sido en vano, y [...] el conjunto de informaciones que hemos obtenido de la deriva del barco es una valiosa información que será parte del conocimiento humano».
A pesar de todo, las circunstancias del Aurora cambiaron poco durante los meses siguientes. Stenhouse tuvo que trabajar muy duramente para mantener la moral de la tripulación, haciendo que trabajase siempre que era posible y organizando actividades de ocio, incluidos partidos de fútbol y críquet sobre el hielo. El 21 de noviembre, el Aurora cruzó el círculo polar antártico y por fin era evidente que el hielo en torno al barco comenzaba a derretirse: «[...] una buena ventisca causaría la ruptura del hielo», escribió Stenhouse. La Navidad se acercaba y el hielo seguía firme; Stenhouse permitió a la tripulación que preparase una fiesta, pero escribió en su diario: «Desearía que Dios hiciese algo para impedir esa fiesta, tenemos aquí buenas cosas, pero los pobres mendigos de cabo Evans no tienen prácticamente de nada». Días después, en Año Nuevo, se celebró una actuación de un coro improvisado que entre otras cosas cantó Rule, Britannia y God Save the King.

### Liberación
En los primeros días de enero de 1916, el témpano que aprisionaba al barco comenzó a crujir bajo el sol. Stenhouse supuso que después reparar el barco en Nueva Zelanda: «si pudiéramos dejar Lyttleton (sic) a finales de febrero, con suerte y un rápido viaje al sur, podríamos estar en Hut Point antes de que se congelase el estrecho». A una corta distancia del barco podían ver el hielo moverse rápidamente, pero el Aurora permaneció rodeado de hielo durante todo el mes de enero.
Con el verano antártico terminando, Stenhouse tuvo que considerar la posibilidad de que el Aurora pudiese seguir atrapado por el hielo otro año, por lo que, después de inventariar las existencias de alimentos y combustible, ordenó capturar más focas y pingüinos. Esta tarea resultaba difícil porque dado lo delgado que era el hielo alrededor del barco caminar sobre él era muy peligroso. Como el hielo derretido rodeaba al barco, la madera y las costuras se abrieron dejando entrar el agua, alrededor de un metro de altura al día, lo que requería hacer trabajar continuamente las bombas de achique. El 12 de febrero, mientras la tripulación andaba ocupada con esa actividad, el barco comenzó por fin a liberarse del hielo. En cuestión de minutos todo el témpano se había partido en pedazos y el Aurora flotaba libre. A la mañana siguiente, Stenhouse ordenó desplegar las velas, pero el 15 de febrero el barco fue detenido de nuevo por una acumulación de hielo, no pudiendo moverse durante dos semanas. Stenhouse se mostraba renuente a utilizar los motores, porque las existencias de carbón eran escasas, pero el 1 de marzo decidió que no tenía elección; ordenó arrancar el motor de vapor y al día siguiente el buque avanzaba impulsado por el mismo. Después de una serie de paradas y puestas en marcha, el 6 de marzo el borde del hielo fue avistado desde el carajo. El 14 de marzo el Aurora definitivamente dejó atrás el hielo, después de un viaje a la deriva de 312 días durante los que habían recorrido 3.000 km. Stenhouse registró la posición del barco al llegar a mar abierto: latitud 64°27'S, longitud 157°32'E.

## Regreso

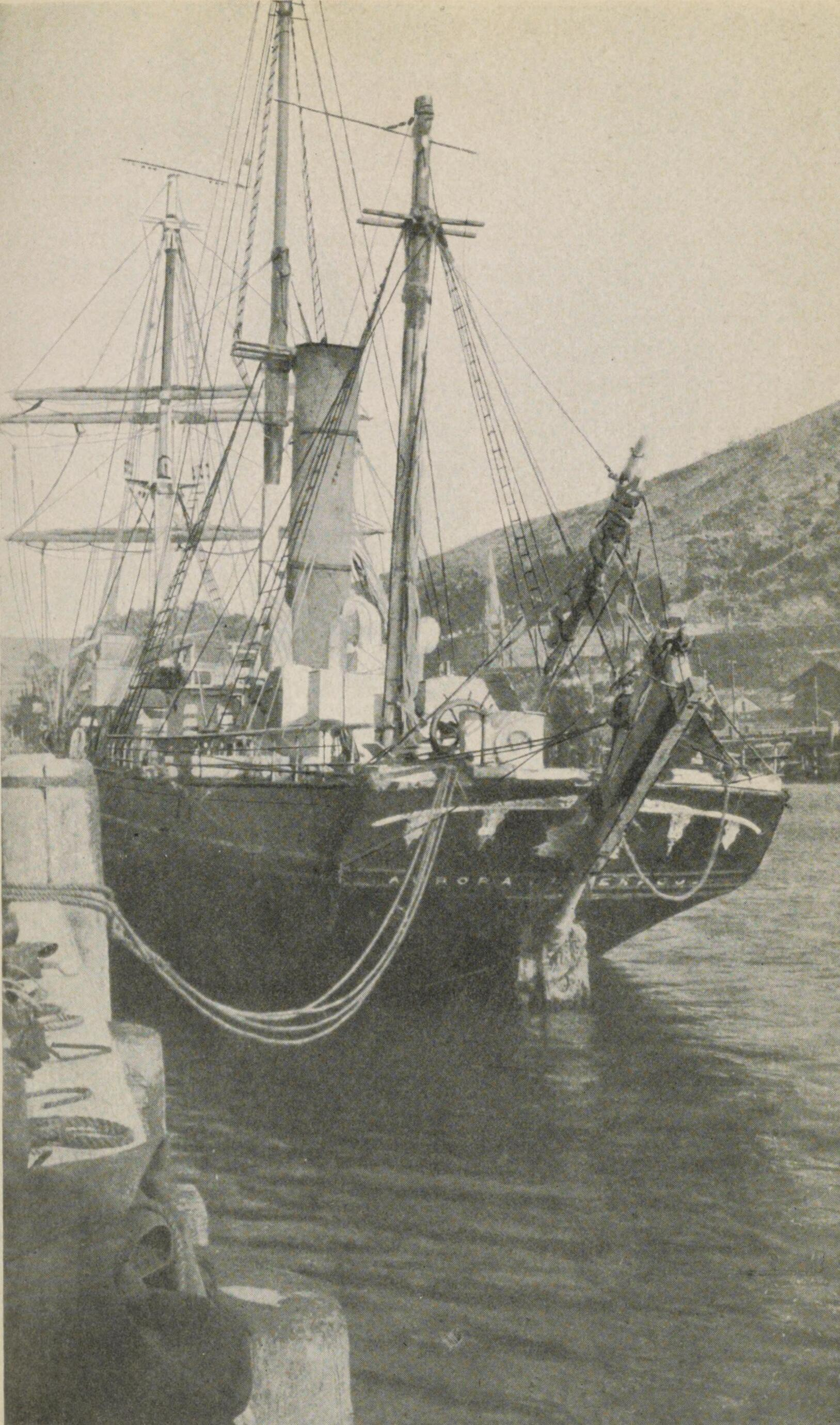
El Aurora en Nueva Zelanda después de su viaje a la deriva con el timón de fortuna visible.

La tardanza en liberarse del hielo acabó con las esperanzas de Stenhouse de proporcionar una rápida ayuda a los que habían quedado a su suerte en cabo Evans. Su prioridad en ese momento era llegar a Nueva Zelanda y volver a la Antártida en la primavera siguiente. Durante la última y frustrante semana pasada en el hielo, Hooke había estado trabajando en el aparato de radio y había empezado a transmitir de nuevo. Ni él ni el resto de la tripulación tenían conocimiento de que la estación de radio de la isla Macquarie, la más cercana a su posición, había sido recientemente cerrada por el gobierno australiano como una medida económica. El 23 de marzo, utilizando una antena especial el cuádruple de grande, con 24 m, Hooke transmitió un mensaje que, gracias a las especiales condiciones atmosféricas del momento, llegó a la estación de Bluff, en Nueva Zelanda. Al día siguiente sus señales fueron recibidas en Hobart, Tasmania, y durante los siguientes días fue informando sobre los detalles de la posición del Aurora, su situación general, y la de los desamparados del equipo del mar de Ross. Estos mensajes y el fenómeno ocurrido con las condiciones atmosféricas que hicieron posible la transmisión a través de una distancia mucho mayor que el alcance normal del equipo fueron noticia en todo el mundo.
La travesía del Aurora desde los hielos a la seguridad del mar abierto resultó ser lenta y peligrosa. No podían consumir mucho carbón, dado el nivel de sus reservas, por lo que hacían un uso limitado del motor; además, el timón de emergencia resultaba muy difícil de manejar, dificultando el control del barco, lo que llegó a ponerlo en peligro de naufragio más de una vez. Incluso después de haber hecho contacto con el mundo exterior, Stenhouse se mostró inicialmente reacio a aceptar las ayudas directas, temeroso de que una reclamación por el salvamento pusiese aún más en ridículo a la expedición. Sin embargo, se vio obligado a solicitar ayuda cuando al acercarse el Aurora a Nueva Zelanda, una tormenta puso en peligro al barco al estar siendo impulsado contra las rocas. Dos días después llegó el remolcador Dunedin que los arrastró con una cuerda de remolque. A la mañana siguiente, el 3 de abril de 1916, el Aurora atracó en Port Chalmers.

## Legado
A su llegada a Nueva Zelanda, Stenhouse se enteró de que no había ninguna noticia de Shackleton ni del equipo del mar de Weddell desde su salida de Georgia del Sur en diciembre de 1914, quedando patente que era muy probable que los dos equipos que conformaban la Expedición Imperial Transantártica necesitaran ayuda. Stenhouse fue informado por la oficina de la expedición en Londres que los fondos se habían agotado desde hacía mucho tiempo y que el dinero para realizar los trabajos de reparación del Aurora habría que buscarlo en otro sitio. También se hizo evidente que las autoridades daban prioridad al rescate del equipo de Shackleton sobre el de los hombres abandonados en cabo Evans.
Este período de incertidumbre duró hasta la repentina aparición de Shackleton en las islas Malvinas, a principios de junio. Ya con una sola misión en perspectiva, los gobiernos de Gran Bretaña, Australia y Nueva Zelanda se pusieron de acuerdo para financiar la expedición de socorro al equipo del mar de Ross y el 28 de junio comenzó el reacondicionamiento del Aurora. Stenhouse todavía creía que seguiría como capitán del barco y que sería él quien comandase la expedición de socorro, pero el comité encargado de supervisar las reparaciones fue muy crítico con la forma en que Shackleton había organizado la expedición al mar de Ross. El comité quería nombrar su propio comandante de la expedición y eso para Stenhouse, como hombre leal a Shackleton, era inaceptable. También plantearon sus dudas sobre la capacidad de Stenhouse para el mando a la vista de su desafortunada elección de fondeadero para invernar. Después de meses de incertidumbre, Stenhouse supo el 4 de octubre, a través de un periódico, que John King Davis había sido designado capitán del Aurora. Los organizadores insistieron en que Shackleton no debía participar en el acuerdo y Stenhouse rechazó la oferta que le hicieron para ser primer oficial, siendo despedido junto con Thomson, Donnelly y Hooke. Shackleton llegó demasiado tarde a Nueva Zelanda para poder influir en esos temas, salvo en el de conseguir su nombramiento como miembro supernumerario del Aurora antes de su partida para Cabo Evans el 20 de diciembre de 1916. En 1920, el rey Jorge V nombró a Joseph Stenhouse Oficial de la Orden del Imperio Británico (OBE), en reconocimiento a su servicio a bordo del Aurora.
El 10 de enero de 1917, con un equipo casi totalmente nuevo, el Aurora llegó a Cabo Evans y recogió a los siete supervivientes del equipo del mar de Ross. Mackintosh, Victor Hayward y Arnold Spencer-Smith habían muerto. Esta fue la última visita del buque a las aguas antárticas, a su regreso a Nueva Zelanda fue vendido por Shackleton a un naviero para el transporte de carbón. El Aurora dejó Newcastle, Nueva Gales del Sur, el 20 de junio de 1917 con destino a Chile, y nunca fue visto de nuevo, siendo dado oficialmente por desaparecido por el Lloyd's de Londres el 2 de enero de 1918. Entre los desaparecidos estaba James Paton, que había sido contramaestre del buque al llevar a la Antártida al equipo del mar de Ross, durante el viaje a la deriva y en la posterior misión de socorro.